# Vindsnurregalaxen
Vindsnurregalaxen eller Messier 101 (M101), även känd som NGC 5457, är en frontalvänd spiralgalax belägen i stjärnbilden Stora björnen på ett avstånd av omkring 21 miljoner ljusår från jorden. Den upptäcktes av Pierre Méchain 1781 och informerade Charles Messier, som inför den som nummer 101 i sin katalog.
Den 28 februari 2006 släppte NASA och Europeiska rymdorganisationen en mycket detaljerad bild av Vindsnurregalaxen, som var den största och mest detaljerade bilden av en galax av Hubbleteleskopet vid den tiden. Bilden bestod av 51 individuella exponeringar, plus några extra markbaserade bilder.

## Egenskaper

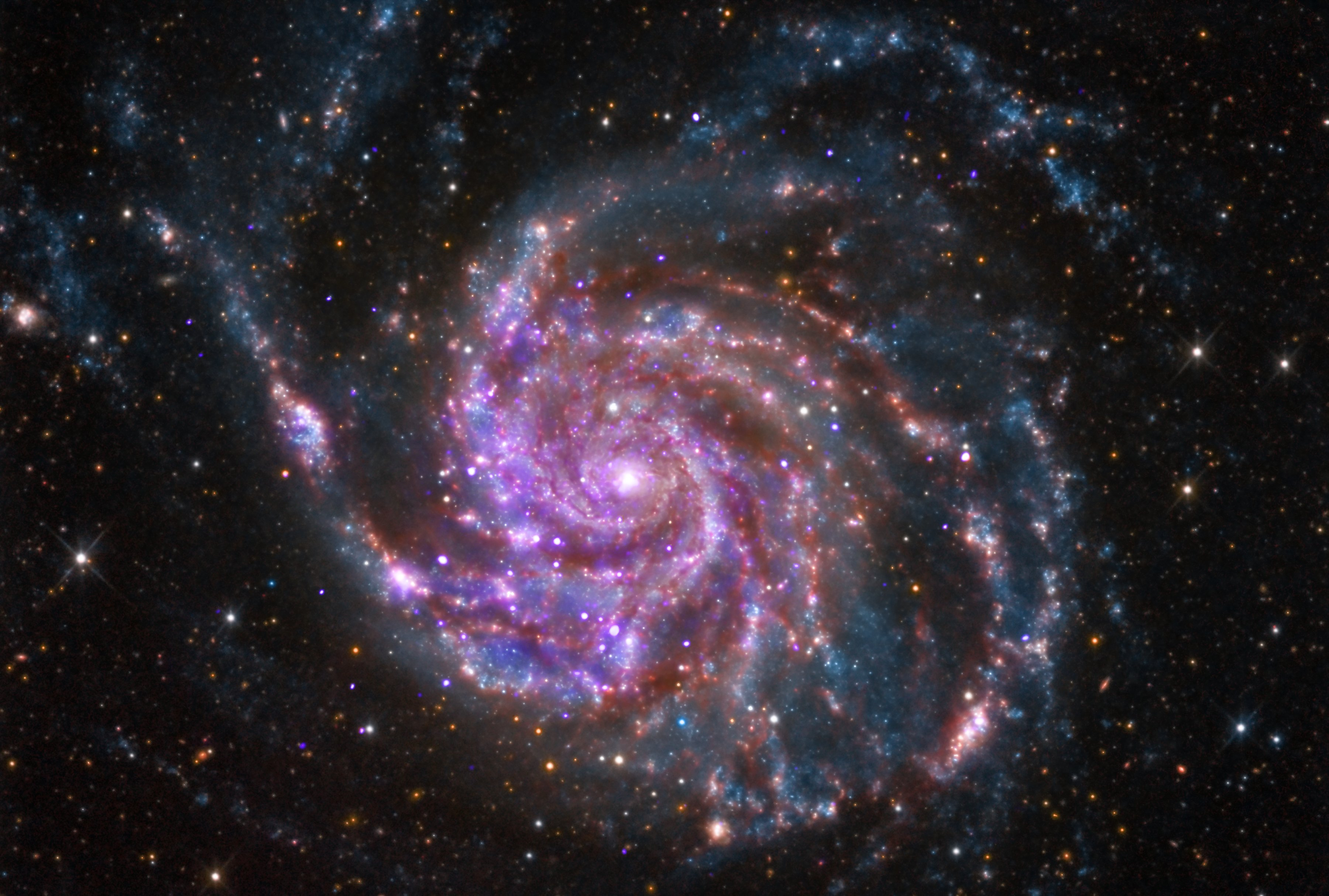
M101 – kombinerade infraröda, synliga och röntgenbilder.

Messier 101 är en relativt stor galax jämfört med Vintergatan. Med en diameter på 170 000 ljusår är den nästan dubbelt så stor som vår galax. Den har omkring en biljon stjärnor, dubbelt så många som Vintergatan. Den har en sammanlagd stjärnmassa motsvarande 100 miljard solmassor, tillsammans med en liten central bulb av omkring 3 miljard solmassor. Något som utmärker M101 är att den har ett mycket stort antal H II-regioner, omkring 3 000 stycken är synliga på fotografier. HII-regioner är områden i galaxer som består av enorma moln av tät vätgas, i vilka nya stjärnor föds. H II-regioner joniseras av ett stort antal extremt ljusa och heta unga stjärnor där de i M101 kan skapa heta superbubblor. I en studie 1990 katalogiserades 1 264 H II-regioner i galaxen. Tre är tillräckligt framstående nog för att ha erhållit nytt allmänt katalog som NGC 5461, NGC 5462, och NGC 5471.
Messier 101 är asymmetrisk på en sida, vilket antas bero på att galaxen nätt och jämnt undgick en kollision med en annan galax men deformerades av de gravitationella krafterna.  Dessa gravitationsinteraktioner komprimerar interstellär vätgas, vilket sedan utlöser stark stjärnbildningsaktivitet i M101:s spiralarmar som kan observeras i ultravioletta bilder. 
År 2001 identifierades röntgenkällan P98, som ligger i Messier 101, som en ultraluminös röntgenkälla – en källa som är kraftfullare än någon enskild stjärna men mindre kraftfull än en hel galax – med hjälp av Chandra-teleskopet. Den fick beteckningen M101 ULX-1. År 2005 visade Hubble- och XMM-Newton-observationer på närvaro av en optisk motsvarighet, som starkt anger att M101 ULX-1 är en röntgenbinär. Ytterligare observationer visade att systemet avvek från förväntade modeller - det svarta hålet är bara 20 till 30 solmassor, och förbrukar material (inklusive infångad stjärnvind) i en högre takt än teorin anger.
Det uppskattas att M101 har ca 150 klotformiga stjärnhopar, eller samma som antalet i Vintergatan. 

## Kompletterande galaxer
Vindsnurregalaxen har fem framträdande satellitgalaxer, NGC 5204, NGC 5474, NGC 5477, NGC 5585 och Holmberg IV. Som nämnts ovan kan gravitationsinteraktionen mellan M101 och dess satelliter ha gett upphov till dess stora designmönster. Galaxen har förmodligen förvrängt den andra listade följeslagaren. Listan omfattar större delen av eller hela M101-koncernen. 

## Supernovor och ljusstark röd nova

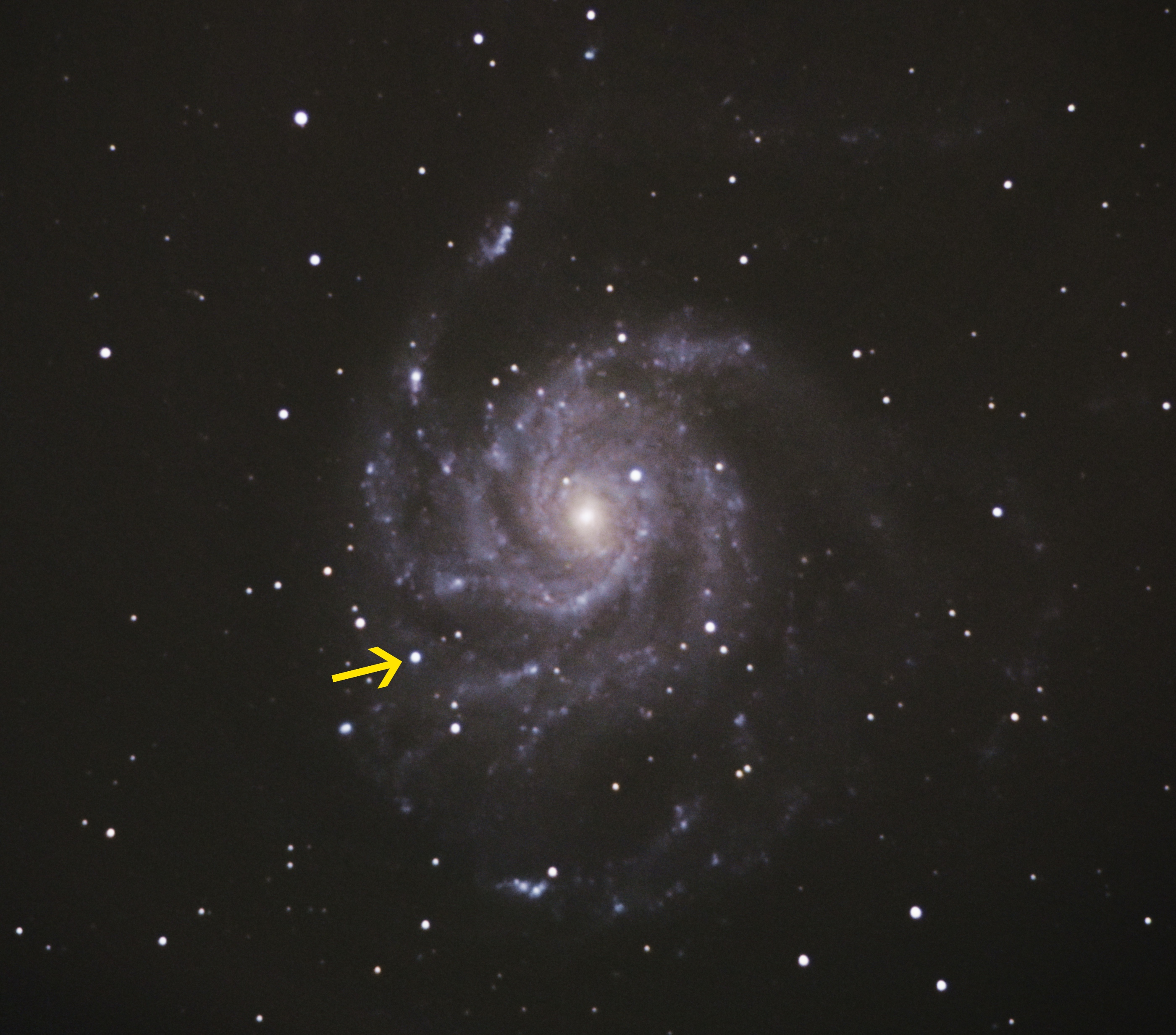
M101 – vid pilen supernova typ Ia SN 2011fe.

Fyra interna supernovor har registrerats:
- SN 1909A, upptäcktes av Max Wolf i januari 1909 och nådde magnitud 12,1.
- SN 1951H nådde magnitud 17,5 i september 1951.
- SN 1970G nådde magnitud 11,5 i januari 1970.[23]
- Den 24 augusti 2011 upptäcktes en typ Ia supernova, SN 2011fe, ursprungligen utsedd PTF 11kly, i M101. Den hade en magnitud på 17,2 vid upptäckten och nådde 9,9 som mest.[24][25][26]

Den 10 februari 2015 upptäcktes en ljusstark röd nova, känd som M101 OT2015-1 i M101.